# Thomas Egerton, 2. Earl of Wilton

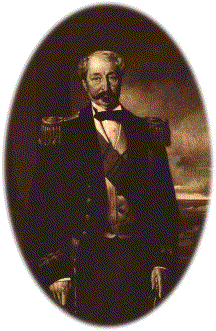
Thomas Egerton, 2. Earl of Wilton

Thomas Egerton, 2. Earl of Wilton GCH PC (geborener Grosvenor, * 30. Dezember 1799; † 7. März 1882) war ein britischer Peer und Tory-Politiker. Er diente als Lord Steward of the Household im Jahr 1835 in Sir Robert Peels erster Tory-Regierung.
International bekannt wurde er, da er im Jahr 1851 Yachtgeschichte schrieb mit seiner Einladung an den New York Yacht Club (NYYC) zur Teilnahme an einer Yachtregatta in den Gewässern vor Cowes.

## Lebensweg
Er wurde als „Thomas Grosvenor“ als zweiter Sohn von Robert Grosvenor, 1. Marquess of Westminster, (1767–1845) und seiner Frau Lady Eleanor Egerton, Tochter des Thomas Egerton, 1. Earl of Wilton, geboren. Robert Grosvenor, 1. Baron Ebury, war sein jüngerer Bruder.

Wappen des Thomas Egerton, 2. Earl of Wilton

Beim Tod seines Großvaters mütterlicherseits erbte er 1814, im Alter von 14 Jahren, dessen Adelstitel als 2. Earl of Wilton und 2. Viscount Grey de Wilton. Nachdem er 1920 volljährig wurde, nahm er seinen mit den Titeln verbundenen Sitz im britischen House of Lords ein und nahm als Generalerbe seines Großvaters mit königlicher Lizenz vom 27. November 1821 auch dessen Familiennamen „Egerton“ und dessen Wappen an und erhielt dessen Ländereien einschließlich des Anwesens Heaton Hall bei Manchester.
Im Januar 1835 wurde er zum Lord Steward of the Household in der Tory-Regierung von Premierminister Sir Robert Peel ernannt. Im folgenden Februar wurde er in den Privy Council of the United Kingdom (Kronrat) aufgenommen. Die Regierung trat im April 1835 zurück und Lord Wilton verließ seinen Regierungsamt. König Wilhelm IV. zeichnete ihn daraufhin als Knight Grand Cross des Hanoverian Guelphic Order aus.
In der British Army wurde er 1840 Colonel der Royal London Militia (Light Infantry).

## Segelsport
Lord Wilton war der Commodore (Vorsitzender) des noblen Royal Yacht Squadron (RYS) von 1849 bis 1881. In dieser Funktion schrieb er Yachtgeschichte mit der Einladung an die Mitglieder des New York Yacht Club (NYYC) zu einer Segelwettfahrt im Rahmen einer offenen Regattaserie für alle Nationen des Royal Yacht Squadron rund um die Isle of Wight am 22. August 1851. Die Yacht America des NYYC gewann das Rennen haushoch und erhielt für ihren Sieg den Silberpokal One Hundred Sovereigns Cup.
Der Eigner der America John Cox Stevens stiftete nach der Rückkehr in die USA den Pokal erneut und benannte ihn nach der ersten Gewinnerin America’s Cup. Thomas Egerton wurde für seine Verdienste um den America’s Cup posthum im Jahr 2001 als Ehrenmitglied (Inductee) in die America’s Cup Hall of Fame im Rahmen einer besonderen Zeremonie in den Clubräumen des Royal Yacht Squadron während des 150-jährigen America’s Cup Jubiläums aufgenommen.

## Ehen und Nachkommen
Lord Wilton heiratete 1821 Lady Mary Stanley, eine Tochter des Edward Smith-Stanley, 12. Earl of Derby (1801–1858). Mit ihr hatte er elf Kinder aus seiner ersten Ehe, von denen nur fünf das Erwachsenenalter erreichten:
- Lady Eleanor Egerton (1823–1824);
- Thomas Egerton, Viscount Grey de Wilton (1825–1830);
- Lady Mary Egerton (1827–1838);
- Lady Margaret Egerton (1830–1831);
- Arthur Egerton, Viscount Grey de Wilton (1831–1831);
- Lady Elizabeth Egerton (1832–1892), ⚭ 1853 Dudley Fitzgerald-de Ros, 24. Baron de Ros;
- Arthur Egerton, 3. Earl of Wilton (1833–1885) ⚭ 1858 Lady Elizabeth Craven, Tochter des William Craven, 2. Earl of Craven;
- Lady Katherine Egerton (1835–1920) ⚭ 1861 Hon. Henry John Coke (1827–1916), Sohn des Thomas Coke, 1. Earl of Leicester;
- Lady Emily Egerton (1837–1839);
- Seymour Egerton, 4. Earl of Wilton (1839–1898) ⚭ 1862 Laura Caroline Russell;
- Lady Alice Egerton (1842–1925) ⚭ 1863 Sir Henry Des Voeux, 5. Baronet.

Nach dem Tod seiner Gattin heiratete er 1863 in zweiter Ehe Isabella Smith († 1916). Die Ehe blieb kinderlos.
Als Lord Wilton 1882 starb, erbte sein dritter und ältester überlebender Sohn Arthur seine Adelstitel.